# 에게리아

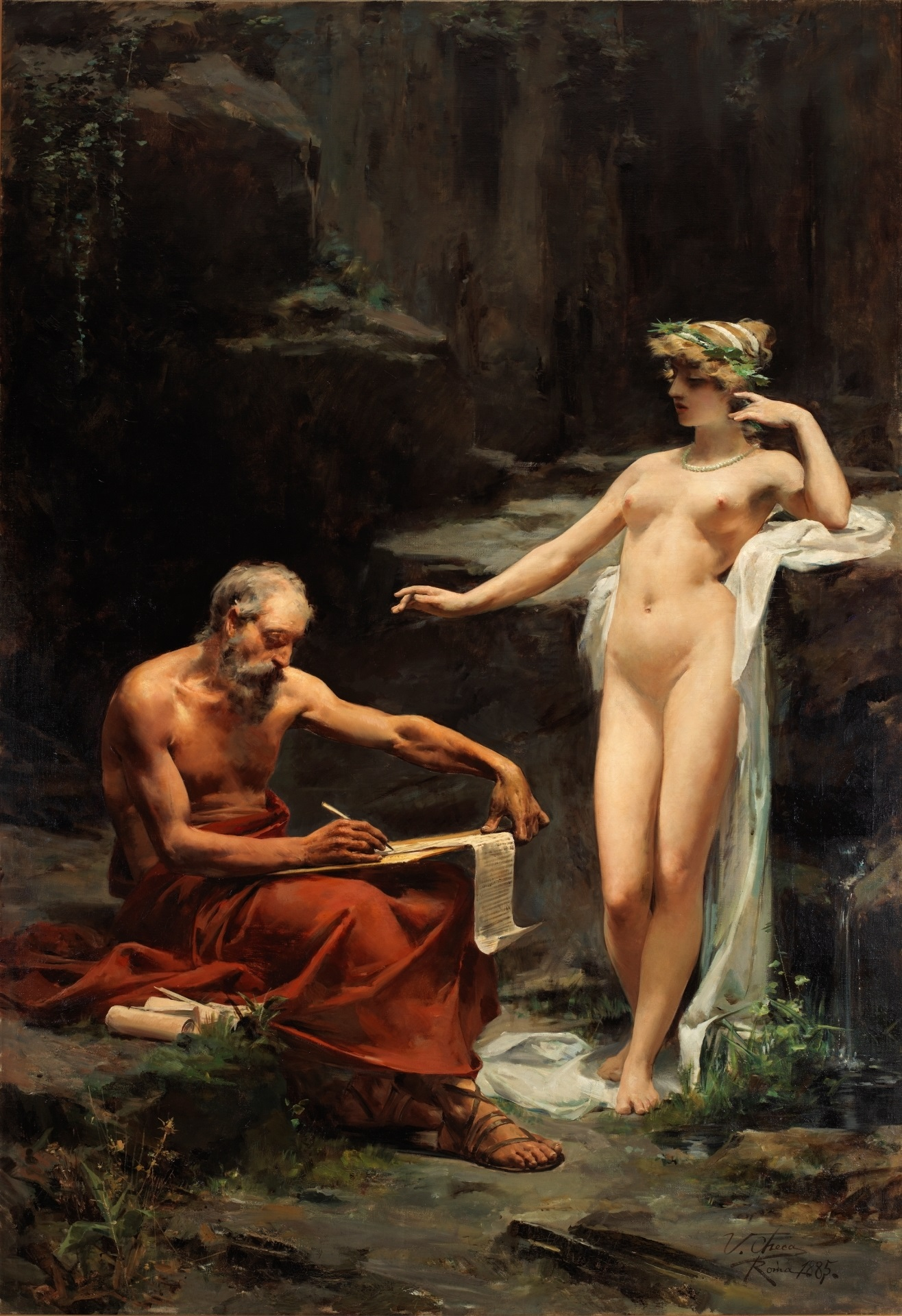

에게리아(Egeria)는 로마 신화에 나오는 물의 님프이다. 라티움의 아리키아 또는 로마의 포르타 카페나의 신성한 숲에서 출산의 여신 또는 물의 님프로 숭배받았다. 테세우스의 아들 히폴리토스는 죽은 뒤 소생하여 비르비우스라는 이름의 신이 될 때까지 에게리아의 숲에서 보살핌을 받았다고 한다. 에게리아는 로마의 전설적인 제2대 왕 누마 폼필리우스와 관련이 있다. 에게리아는 밤마다 로마의 포르타 카페나의 숲에서 누마 폼필리우스를 만나 법률과 종교 등 통치 행위에 관한 조언을 해 주었다. 누마 폼필리우스는 아내 타티아가 죽은 뒤 에게리아를 아내로 삼았다고도 한다. 에게리아는 포르타 카페나의 신성한 숲과 관련이 있다는 점에서, 같은 장소에서 우물과 샘의 님프로 숭배받았던 카메나이의 하나로 간주되기도 한다. 카메나이는 그리스신화에서 학예의 여신들로 숭배받는 뮤즈와 동일시된다. 한편, 에게리아가 라티움의 아리키아에 있는 디아나 여신의 신성한 숲으로 가게 된 것은 누마 폼필리우스가 죽은 뒤였다. 디아나는 누마 폼필리우스의 죽음으로 인해 상심하는 에게리아를 위로하여 샘으로 변하게 하였다고도 한다.